# Liste isländischer Märchen
Diese Liste isländischer Märchen ist ein Auszug aus der Liste von Märchen. Er ist mit ausklappbaren Tabellen formatiert.
| Fertram und Isol die Lichte (auch Nāfrakolla) | Das Pferd Gullfaxi und das Schwert Gunnfjöður (auch Goldmähne und Kampffeder) |
| Kohlensteiß auf dem Steckenpferd | Vilfriður Völufegri (auch Vilfrídur Völufegri oder Vilfridur)                 |
| Sigurd, der Königssohn (auch Sigurd) | Ullarvindill (auch Der Sack voller Worte)                                     |
| Die Kuh Bukolla | Ring, der Königssohn                                                          |
| Das Weib möcht’ Etwas haben für den Knopf (auch Der goldene Knopf)                                                                                                   | Finna, die Vorwitzige (auch Finna und der Königssohn oder Finna)              |
| Asmund und Signy | Die Bauerntöchter                                                             |
| Hlini, der Königssohn (auch Lini, der Königssohn) | Der Häuslerssohn und der Oberhirt des Königs                                  |
| Der Häuslerssohn, Litill, Tritill und die Vögel (auch Der Häuslerssohn, Litil, Tritil und die Vögel, Tritil, Litil und die Vögel oder Litill, Tritill und die Vögel) | Helga, die Häuslerstochter                                                    |
| Königin Mjadveig (auch Mjadveig) | Geirlaug und Grädari (auch Lauphöfda)                                         |
| Jonides und Hildur | Die Häuslerstöchter                                                           |
| Der Häuslerssohn und seine Katze | Bangsimon                                                                     |
| Lineik und Laufey | Ingibjörg, die Königstochter                                                  |
| Brjam (auch Brjám) | Hermod und Hadvör                                                             |
| Das Märchen von den drei Königssöhnen (auch Die drei Königssöhne) | Sigurd und Ingibjörg, die Königskinder                                        |
| Helga, das Aschenbrödel | Hans der Häuslerssohn (auch Hans, der Häuslerssohn)                           |
| Der graue Mann | Thorstein, der Königssohn                                                     |
| Märthöll | Wachtgut uns seine Brüder                                                     |
| Die Riesin in dem Steinboote | Thorstein, der Häuslerssohn                                                   |

| Der verzauberte Riese                                              | Vom Manne, der die Vogelsprache verstand                                                        |
| Kolur im Nipufjall                                                 | Diggur und Ódiggur                                                                              |
| Das Märchen vom Riesen im Bládalur                                 | Der Bauernsohn und seine Katze                                                                  |
| Blákápa                                                            | Das Aschenbrödel                                                                                |
| Jóhanna                                                            | Die drei Schwestern                                                                             |
| Die zur Riesin verzauberte Königstochter                           | Hábogi                                                                                          |
| Der zum Riesen verzauberte Königssohn                              | Kolrassa                                                                                        |
| Der zum Hund verzauberte Königssohn                                | Die neidischen Schwestern                                                                       |
| Der braune Hund                                                    | Hans, der Dummling                                                                              |
| Der schwarze Hund                                                  | Lítill, Trítill und die Vögel (vgl. Der Häuslerssohn, Litill, Tritill und die Vögel)            |
| Snati-Snati                                                        | Ásmundur flagðagæfi                                                                             |
| Rauðiboli                                                          | Der Schafhirte und die Riesin                                                                   |
| Das Märchen von der Königstochter, die in ein Pferd verwandelt war | Die Pfarrerstöchter und die Geächteten                                                          |
| Die zur Hündin verzauberte Königstochter                           | Sigríður Eyafjarðarsól (auch Sigrídur Eyjafjardarsól)                                           |
| Der rollende Rindsmagen                                            | Das Bauernmädchen und die neunzehn Geächteten                                                   |
| Die zwölf Rinder                                                   | Eva und ihre Kinder                                                                             |
| Die Maus und die Spinne                                            | Die Augensalbe der Elben                                                                        |
| Die zwölf Brüder                                                   | Der Wechselbalg                                                                                 |
| Lúsahöttur                                                         | Die Sennerin                                                                                    |
| Der zum Löwen verzauberte Königssohn                               | Der Elbenkönig in Seley (auch Der Elbenkönig von Seley)                                         |
| Der Fluch der Patin                                                | Jón Upplandakonungur                                                                            |
| Kísa                                                               | Die Elbin, die mit einem Bauern verheiratet ist                                                 |
| Die Meerjungfrau                                                   | Die verwünschte Elbenkönigin                                                                    |
| Dordingull                                                         | König Oddur                                                                                     |
| Ganti á Hólnum                                                     | Snotra                                                                                          |
| Finna, die Voraussichtige                                          | Von der Elbenkönigin Hildur                                                                     |
| Die drei Kostbarkeiten des Königs                                  | Von der Elbenfrau Úlfhildur                                                                     |
| Lupus                                                              | Von der Elbenfrau Una                                                                           |
| Das missgestaltete Weiblein                                        | Rumpelstilzchen                                                                                 |
| Vakri Vesalingur                                                   | Rigdín-Rigdón                                                                                   |
| Der Betteljunge                                                    | Gilitrutt                                                                                       |
| Þorsteinn mit dem Goldhaar                                         | Finnur                                                                                          |
| Bjarndreingur                                                      | Das Gemeindekind                                                                                |
| Der verlorene Goldschuh                                            | Der Teufel und der Geldsack                                                                     |
| Helga                                                              | Der Teufel will heiraten                                                                        |
| Die rechte Braut                                                   | Der Teufel als Verwalter                                                                        |
| Schneewittchen                                                     | Die Teufelsmühle                                                                                |
| Die Königskinder in der Höhle der Riesin                           | Der Pfarrer und der Engel Gottes                                                                |
| Die Königskinder im Baume                                          | Frau Schnips                                                                                    |
| Der Vater, der seine eigene Tochter verfolgt                       | Ich sitze auf dem Meinigen                                                                      |
| Die vergessene Braut                                               | Das Bäuerlein im Himmel                                                                         |
| Bángsímon                                                          | Von der Frau, die das Butterfass leer nascht                                                    |
| Die gute Stiefmutter                                               | Meine Frau will etwas für ihren Knopf haben                                                     |
| Das Pferd Gullfaxi                                                 | Die dummen Weiber                                                                               |
| Die Königstochter Lydia                                            | Das Gastgeschenk der Jungfrau Maria                                                             |
| Die hilfreichen Tiere                                              | Wer ist der Dummste？                                                                           |
| Vom Königssohne, der seine Schwester erlöst                        | Der Däumling im Kuhmagen                                                                        |
| Fóa Feykiróa                                                       | Der gute Tausch                                                                                 |
| Die Bauerntochter Helga                                            | Der Bauernjunge und das Kalb                                                                    |
| Der von Riesinnen geraubte Königssohn                              | Dem guten Geber wird siebenfach vergolten                                                       |
| Die kunstreichen Brüder                                            | Der Meisterdieb                                                                                 |
| Die drei Freier um eine Braut (auch Drei freien um eine Braut)     | Von dem Burschen, der sich vor nichts fürchtet (auch Der Bursche, der sich vor nichts fürchtet) |
| Die Riesin im Steinboot (vgl. Die Riesin in dem Steinboote)        | Christus mit dem Kreuze auf dem Rücken                                                          |
| Die Kuh Búkolla                                                    | Sieben auf einen Streich!                                                                       |
| Der Zauberlehrling                                                 | Das ist gelogen!                                                                                |
| Die hochmütige Königin                                             | Die trauernde Witwe                                                                             |
| Vom Bauernsohne, der die Königin heiratet                          | Die drei Ritter                                                                                 |
| Die kluge Königstochter                                            | Das Märchen vom Barbiere                                                                        |
| Die Burg östlich vom Mond und südlich von der Sonne                | Die mehrere Male getötete Leiche                                                                |
| Das Märchen von der schönen Sesselja                               | Die mehrere Male begrabene Leiche                                                               |
| Rósald und Geirald                                                 | Der König und der Bischof                                                                       |
| Die ungetreue Dienerin                                             | Der allwissende Bauernbursche                                                                   |
| Der dankbare Zwerg                                                 | Die Wünsche                                                                                     |
| Die zwölf Räuber                                                   | Der gefüllte Wortsack                                                                           |
| Gríshildur, die Gute                                               | Die listigen Bauerntöchter                                                                      |
| Der dankbare Tote                                                  | Das Speisetuch, das Goldfüllen und der Hauknüppel                                               |
| Elesa und Bogi                                                     | Der listige Bauernbursche als Hirtenjunge                                                       |
| Der treue Jugendfreund                                             | Brjám, der Narr                                                                                 |
| Was vom Schicksal bestimmt wird, ist nicht zu ändern               | Hvekkur                                                                                         |
| Märchen vom Könige Plinias und dem Bauernsohn Valtýr               | Die Seeschafe (auch Die Geschichte vom schlagfertigen Sigurdur)                                 |
| Der Königssohn Hringur und die Bauerntochter Vilborg               | Der listige Böttchermeister                                                                     |
| Das Märchen vom Slægðabelgur (dem Schlauberger)                    | Geschnitten oder Geschoren                                                                      |
| Der Heidenkönig und sein Sohn                                      | Rikkur, der listige Baumeister                                                                  |
| Friedrich Jóhann Danibert                                          |                                                                                                 |

| Wie die Elben entstanden                                    | Die Geschichte von den sechs Brüdern                                                              |
| Hildur, die Königin der Elben                               | Die gute Stiefmutter Hild und die Königstochter Ingibjörg                                         |
| Der Bräutigam und der Wiedergänger                          | Bui Bauernsohn und Weitgereist                                                                    |
| Jón von Geitaskard                                          | Die Geschichte von Kolla                                                                          |
| Der Tagelöhner                                              | Kisa Königstochter und ihre Schwester Ingibjörg                                                   |
| Jón, der Bauernsohn von Mödrudalur                          | Thorstein Karlsson und die zwölf Riesinnen                                                        |
| Der Sendbote des Bischofs von Skálholt                      | Die Stute Kjöng                                                                                   |
| Helga, die Häuslerstochter                                  | Der rote Stier Raudiboli und Sigurd Königssohn                                                    |
| Die Töchter des alten Mannes                                | Hyrnihrauk                                                                                        |
| Die Geschichte von der Bauerntochter Ketilrídur             | Für den Wirtel die Alte was haben will!                                                           |
| Katlas Traum                                                | Ulfhild, die Ehefrau                                                                              |
| Die Geschwister auf den Westmännerinseln                    | Die Geschichte von König Odd                                                                      |
| Das ausgesetzte Kind                                        | Der Sommerknecht                                                                                  |
| Rotkopf                                                     | Die Bischofstochter in Skalholt                                                                   |
| Die Sprache der Boote (auch Die sprechenden Schiffe)        | Garun, Garun, fahl ist mir der Schädel                                                            |
| Die Seekühe von Breidavík                                   | Besser der Balg als das Kind                                                                      |
| Kráka, die Riesin                                           | Vom Meermännlein                                                                                  |
| Die Geschichte vom Raben                                    | Neugierde bekommt den wenigsten                                                                   |
| Die Kuh Bukolla                                             | Wollschlingel                                                                                     |
| Die Riesin im Steinboot (vgl. Die Riesin in dem Steinboote) | Brjam                                                                                             |
| Die Geschichte von Sigurd Hring und Snati                   | Der Alte und der Tod                                                                              |
| Signy Rindsmagen                                            | Die viermal getötete Frau                                                                         |
| Tau und Helga                                               | Die Geschichte von dem Schneider und der Königstochter (auch Der Schneider und die Königstochter) |
| Tritil Laeralitil                                           | Nun müßte ich lachen                                                                              |
| Finna die Kluge                                             | Die Fliege und der Ochse                                                                          |
| Der Mädchenkönig                                            | Geschichten von den Bakkibrüdern I                                                                |
| Surtla in den Blaulandinseln                                | Geschichten von den Bakkibrüdern II                                                               |
| Bangsimon und das Trollweib                                 | Helga und der Zwerg                                                                               |

| Der Traum des Bauern Sveinn | Una, die Elbenfrau                                   |
| Die Tochter des Pfarrers    | Línus, der Königssohn (auch bei Adeline Rittershaus) |
| Das Geschenk der Elbin      | Die Geschichte von Märthöll                          |

| Der Küster von Myrká |

| Zottelbart |

| Die Geschichte vom Königssohn, der ins Meer gestürzt wurde | Die Geschichte von Christus mit dem Kreuz auf den Schultern |
| Die Geschichte von Solveig und Margret                     | Die rote Stute Raudka                                       |

| Die Geschichte von Märthöll |

|                                                                                 | Die blaugekleidete Frau                                                                           |
| Die Geschichte von Gipa Gierschlund                                             | Die Geschichte von Sigurd und seiner Schwester                                                    |
| Die Geschichte von Lodinkopur Strutssohn                                        | Die Geschichte vom Roßknopf                                                                       |
| Die Geschichte von einem, der sich an der Mitte des Handtuchs abtrocknen durfte | Die Geschichte von Foa Riesenrübe                                                                 |
| Die Geschichte vom Grashöckerweib                                               | Ich habe eine gute Frau                                                                           |
| Thorstein Lacher                                                                | Die Geschichte von dem Jungen, der so klein war, daß er sich selber nicht bis an die Nase reichte |

| Die Edda. Die Lieder der sogenannten älteren Edda. Leipzig o. J. | Der Königssohn und der Tod |
| Als Odin einmal die Welt besichtigte Islendzk Æventyri – Isländische Legenden, Novellen und Märchen, 2 Bände, Verlag der Buchhandlung des Waisenhauses, Halle a. S. 1882/1883. | Die drei Gefährten         |
| Von der toten Hausfrau und dem Bauern | Der Teufel als Abt         |

| Die Geschichte von Bósi und dem goldenen Greifenei |

| Der Pfarrer und der zauberkundige Bauer |

| Eine Pfarrerstochter mit einem Huldren verheiratet | Die Kindstaufe |

| Floki, der Meermann | Gierschlund |

| Der Pelzjunge | Sigurd Glasschrein |
| Das Hügelweib |                    |

| Gudmund und die Mücke |

| Die Geschichte von Mjadveig, der Tochter Mánis | Nutze die Gelegenheit!                |
| „Die Seele meines Jón“                         | Kätnerstochter Schlauköpfchen         |
| Die Geschichte von Björn Ränkeschmied          | Die Geschichte vom Königssohn Hringur |
| Die Geschichte von Sigurd Beutelschläger       | Kätnerssohn Thorstein                 |
| Die Geschichte von Lineik und Laufey           | Die Kuh Bukolla und der Junge         |

| Die verspeisten Böcke                          | Der Ritter und die Waldfrau                                                  |
| Thors Fahrt zu Utgarda-Loki                    | Die Pfarrerstochter von Prestsbakki                                          |
| Das Märchen von Thorstein Hofkraft             | Graumann                                                                     |
| Märdöll                                        | Pferd Goldmähne und Schwert Kampffeder                                       |
| Die kluge Finna                                | Die Schuhe aus Menschenhaut                                                  |
| Das Elbenmädchen                               | Jon und die Trollsriesin                                                     |
| Asmund Südfahrer                               | Sigrid, die Sonne des Inselfjords                                            |
| Hella die Bauerntochter                        | Das Mädchen von der Alm                                                      |
| Olaf und Helga                                 | Sigurd und das Gespenst                                                      |
| Bjarni und Salwör                              | Der Knecht und das Seevolk                                                   |
| Die Kindtaufe                                  | Die Elbenkönigin Hild                                                        |
| Die Mühle, die alles mahlt                     | Hwekk                                                                        |
| Die rechte Braut                               | Kort von Mödruwellir und das Seeungeheuer                                    |
| Auf, meine Sechs, in Jesu Namen                | Das Mädchen von Galtalaek                                                    |
| Ingeborg und ihre gute Stiefmutter             | Das Gespenst zu Hagi                                                         |
| Der Mann von Grimsö und der Bär                | Der starke Grettir und der Wiedergänger Glam                                 |
| Der Elbenkönig auf Selö                        | Das weissagende Meermännlein                                                 |
| Ein toter Mann braucht selten ein Messer       | Grettir und die Trollsriesin                                                 |
| Der Königssohn Ring und der Hund Snati-Snati   | Die Geschichte vom Königssohn Hlinur                                         |
| Die Frau will was haben für ihren Knopf        | Die Geschichte von Thorstein Stangennarbe                                    |
| Das Seehundfell                                | Die kleine Geschichte von Gudmund und den Rauchtälern                        |
| Der Königssohn Thorstein und der dankbare Tote | Die kleine Geschichte von Gudmund und der Brautwerbung                       |
| Der Ernteknecht                                | Thorstein der Gruseler                                                       |
| Der rote Stier                                 | Wie Olaf der Heilige seine Stiefbrüder prüfte, aus denen Harald der Alte kam |
| Trunt, Trunt und die Trolle in den Bergen      | Der häßliche Fuß                                                             |

| Der Kormoran und die Eiderente          | Wie sie den Mond einfangen wollten |
| Von der braven Stiefmutter              | Von der Kuh Bukolla                |
| Der dankbare Tote                       | Die Zaubermühle                    |
| Wie Brjams Seele in den Himmel gelangte | Der verwunschene Prinz             |
| Goldene Tränen                          |                                    |

| Die Geschichte vom Edelmannssohn Sigurd und dem guten Falken (Handschrift im Landsbókasafn Íslands) | Die Geschichte von der Königstochter Kisa (Ástríður Thorarensen) |
| Der weise Rabe (Björn Stefánsson, Sechs Volkssagen, 1926)                                           |                                                                  |